# مسحور جمال
مسحور جمال (زاده ۱۳۲۴ در کابل - درگذشته مرداد ۱۳۹۳ در آرنهم، هلند)، خواننده افغان بوده است.

## زندگی
او در سال ۱۳۲۴ در [کابل] متولد شد و از کودکی با استفاده از ترانه‌های [غلام‌حسین] در محافل، آوازخوانی می‌کرد. مسحور جمال تحصیلات عالی خود را در رشته [زبان و ادبیات فارسی] در دانشکده علوم اجتماعی [دانشگاه کابل] به پایان رساند و مدتی به عنوان معلم زبان فارسی در لیسه حبیبیه کار می‌کرد. در آنجا مسحور جمال با کمک سایر هنرمندان دیگر از جمله احمد ظاهر، گروه هنری این لیسه را تشکیل داد. مسحور جمال آهنگساز شمار زیادی از آوازخوانان معروف [افغانستان] است. وی در سال ۱۳۶۷ لقب "کارمند شایسته فرهنگ" افغانستان را به دست آورده بود.

## درگذشت
جمال چند سالی پس از رنج بردن از بیماری سرطان، سرانجام در روز یکشنبه دوم سنبله (شهریور) ۱۳۹۳ برابر با ۲۴ اوت ۲۰۱۴ در هلند درگذشت..